# Мартовский сельский совет (Харьковская область)
Мартовской сельский совет — входит в состав Печенежского района Харьковской области Украины.
Административный центр сельского совета находится в селе Мартово.

## История
- 1925 — дата образования.

## Населённые пункты совета
- село Мартовая